# Bandera de la Quar
La bandera oficial de la Quar té la descripció següent:
Bandera apaïsada, de proporcions dos d'alt per tres de llarg, bicolor horitzontal vermell i groc, amb les tres pinyes verd fosc de l'escut, cadascuna d'alçària 3/14 de la del drap i d'amplària 2/21 de la llargària del mateix drap, la primera posada a 3/56 del començament de la segona meitat horitzontal del drap i a 3/28 de la vora de l'asta; la segona, a la mateixa distància de la divisòria del drap i a 2/21 de la primera; la tercera, a 3/56 de la vora inferior i 17/84 de la de l'asta.

## Història
El dia 13 d'abril de 2002, l'Ajuntament de la Quar va acordar iniciar un expedient d'adopció de la bandera del seu municipi en el qual va assumir com a bandera una que, basant-se en l'escut heràldic municipal, consistent en un camp d'or i sable que incorpora tres pinyes verdes, que simbolitzen el llinatge dels Pinós.
Va ser aprovada el 12 de febrer de 2010 i publicada en el DOGC l'1 de març del mateix any amb el número 5577. Es va publicar una correcció d'errada en el DOGC l'11 de juny de 2010 amb el número 5648.